# Линь
Линь (лат. Tinca tinca) — вид лучепёрых рыб семейства карповых (Cyprinidae), единственный представитель рода Tinca. В некоторых регионах считается инвазивным видом. Обитает преимущественно в мелководных озерах и прудах с густой водной растительностью и илистым дном, а также в реках с медленным течением. Достигает длины до 70 см и массы до 7,5 кг. У рыб половой диморфизм, проявляющийся в различии длины грудных и брюшных плавников, которые у самца длиннее. Рыбы достигают половой зрелости в возрасте 2–6 лет, в Польше обычно в возрасте 3–4 лет. Вид отличается высокой плодовитостью: самки способны производить до миллиона мелких икринок, но обычно около 360 000–400 000. Это популярный вид для разведения.

## Морфология
Короткое, высокое и толстое тело линя покрыто мелкой, плотно прилегающей чешуёй и густым слоем слизи. В боковой линии 90—120 чешуй. Окраска тела зависит от условий обитания: от зеленовато-серебристой (в прозрачной воде с песчаным грунтом) до тёмно-бурой с бронзовым отливом (в водоёмах с илистым грунтом). Спинной и анальный плавники относительно короткие. В спинном плавнике 4 неветвистых и 8—9 ветвистых лучей, в анальном — 3 неветвистых и 8—9 ветвистых. Хвостовой плавник без выемки. У половозрелых самцов второй луч брюшных плавников утолщён. В углах рта расположено по одному короткому (около 2 мм) усику. Глоточные зубы однорядные, их формула: 4—5, 5—4. Жаберных тычинок 14—20. Глаза небольшие, красно-оранжевого цвета.
Линь имеет длину 20—40 см, может достигать 70 см с весом до 7,5 килограмм.
У линя вторичные половые признаки выражены достаточно чётко: у самцов брюшные плавники больше и вторые лучи их толще. По сравнению с карасём имеет более толстое тело, усечённый хвостовой плавник, в 2 раза меньше лучей в спинном плавнике и в 3 раза больше чешуй в боковой линии.
Путём искусственного отбора выведена декоративная форма — золотистый линь. Отличается интенсивно золотистым цветом и тёмными глазами.
Русский фольклор гласит, что эта слизь излечивала любую больную рыбу, которая терлась о нее, и от этого поверья и возникло название рыба-доктор.

## Биология
Линь предпочитает держаться в тихих, заросших мягкой подводной растительностью заливах рек, старицах, протоках со слабым течением. Хорошо себя чувствует в озёрах, больших прудах, заросших по берегам камышом, тростником и осокой. Обычно ведёт одиночный, малоподвижный образ жизни. Держится у дна, среди зарослей, избегая яркого света. Нетребователен к концентрации кислорода в воде, что позволяет ему жить там, где многие другие виды рыб выжить не могут.
Питается донными беспозвоночными (личинками насекомых, червями, моллюсками), добывая их из ила на глубине 7—9 см. Взрослые рыбы кроме животных организмов, поедают водные растения и детрит, которые могут составлять до 60 % рациона.
Половозрелым линь становится в возрасте 3—4 лет. Линь — теплолюбивая рыба, поэтому начинает нереститься в июне — июле (в Восточной Сибири в конце июля — начале августа) при температуре воды 18—20 °C. Плодовитость высокая — 300—400 тыс. икринок. Нерестится в зарослях макрофитов. Икра мелкая (величина 1,0—1,2 мм), откладывается на стебли растений. Инкубационный период очень короткий — несколько дней.

## Распространение
В Европе этот вид является довольно обычным представителем речной и озёрной фауны. К востоку от Урала встречается реже, но граница сплошного ареала линя доходит до среднего течения Енисея и его притоков. Восточная граница прерывистого ареала — бассейн озера Байкал. В Восточной Сибири линь встречается редко, испытывает сильные антропогенные воздействия, связанные с нарушением среды обитания, а также браконьерством.
Некоторые ученые считают, что вид появился в миоцене. В период плейстоценовых оледенений его ареал также простирался до Центральной Европы. После отступления ледникового щита рыбы сместились еще больше к северу. Встречается линь и в Евразии, также в США и во многих других регионах мира, включая Северную и Южную Африку, Австралию, Новую Зеландию и Тасманию, Индию, Северную Америку и Чили, также, вероятно, и в других местах.

## Экономическое значение
В естественных водоёмах промысловое значение невелико. В значительных количествах выращивается в тепловодных прудовых хозяйствах, так как очень неприхотлив к качеству воды и может жить в прудах, которые непригодны даже для разведения карпа.